# Egy kínai viszontagságai Kínában (regény)
Az Egy kínai viszontagságai Kínában (Les tribulations d’un chinois en Chine) Jules Verne 1879-ben megjelent kalandregénye, mely korának Kínájába röpíti az olvasót. Vernére jellemző módon a könyv fordulatos cselekményekből, táj- és városleírásokból, valamint Kína és a kínai szokások bemutatásából áll össze. A könyv először a Le Temps magazinban jelent meg 1879. július 2-a és augusztus 7-e között. A könyv 1879. augusztus 11-én jelent meg Pierre-Jules Hetzel kiadásában.

## Történet
|  | Alább a cselekmény részletei következnek! |

Kin-fu, a főhős, gazdag kínai fiatalember, akinek annyira jól meg a dolga, hogy unja magát, nincs izgalom az életében. Épp nősülni készül – ez sem okoz örömöt számára –, amikor egyik napról a másikra elveszti teljes, Amerikában befektetett vagyonát. Ezért úgy dönt, hogy életbiztosítást köt, amelynek kedvezményezettje háromnegyed arányban jegyese, negyed részben pedig tanítója és barátja, Vang filozófus. Kínában bevett szokás szerint barátját, Vangot kéri meg, hogy ölje meg két hónapon belül – ennyi időre kötötte a biztosítást a Százéves biztosítónál. A feladatot elvállaló Vangot írásban előre felmenti tette alól.
Már csak pár nap van hátra a biztosítás lejártáig, de azonkívül, hogy Vang eltűnt, nem történik semmi. Ekkor derül ki, hogy Kin-fu mégsem vesztette el vagyonát, sőt, megnégyszerezte azt. És e pillanattól Kin-fu mindent megtesz, hogy Vangot elérve semmissé tegye megállapodásukat. Segítségére van a biztosító is, amely nem szeretné elveszíteni ügyfelét, mert akkor jelentős összeget kellene kifizetnie. Kin-fu utazásba menekül, majd Vang nyomára akadva Vangot és annak cimboráit üldözi.
Természetesen minden jó, ha a vége jó. Kiderül, Vang nem vette komolyan feladatát, csupán meg akarta leckéztetni tanítványát. Aki elveszi mellette kitartó menyasszonyát.
|  | Itt a vége a cselekmény részletezésének! |

## Fejezetek
Verne a fejezeteknek alcímeket adott:
- Első fejezet, amelyből apránként kiderül, kik a szereplők és hova valósiak.
- Második fejezet, amelyben megismerkedhetünk Kin-fuval és Vanggal, a filozófussal.
- Harmadik fejezet, amelyben az olvasó madártávlatból könnyűszerrel pillantást vethet Sanghaj városára.
- Negyedik fejezet, amelyben Kin-fu egyhetes késéssel kap kézhez egy fontos levelet.
- Ötödik fejezet, amelyben Li-u levelet kap, de jobban örülne, ha sose kapja meg.
- Hatodik fejezet, amelyben kedve támad az olvasónak, hogy fölkeresse a Százéves életbiztosítási irodát.
- Hetedik fejezet, amelyben szomorú dolgok történnének, ha nem a Mennyei Birodalom egyik különleges szokásáról esnék benne szó
- Nyolcadik fejezet, melyben Kin-fu komoly ajánlatot tesz Vangnak, ő pedig ugyanolyan komolyan el is fogadja.
- Kilencedik fejezet, amely bármilyen különösen végződik, valószínűleg mégsem lepi meg az olvasót.
- Tizedik fejezet, amelyben Craiget és Fryt hivatalosan is bemutatják a Százéves új ügyfelének.
- Tizenegyedik fejezet, amelyből kiderül, hogy Kin-fu lesz a Középső Királyság leghíresebb embere.
- Tizenkettedik fejezet, amelyben Kin-fu két testőrével és inasával nekivág a nagy kalandnak.
- Tizenharmadik fejezet, amelyben megismerhetjük A százesztendős aggastyán életének öt évadja című népszerű siratódalt.
- Tizennegyedik fejezet, amelyben az olvasó egyetlen városban könnyűszerrel végiglátogathat négyet.
- Tizenötödik fejezet, amely meglepetést tartogat Kin-funak, és talán az olvasónak is.
- Tizenhatodik fejezet, amelyben a nőtlenül maradt Kin-fu újból nyakába veszi a világot.
- Tizenhetedik fejezet, amelyben Kin-fu árfolyama megint veszélybe kerül.
- Tizennyolcadik fejezet, amelyben Craig és Fry kíváncsiságból kifürkészi a Szanjep rakterét.
- Tizenkilencedik fejezet, amelynek nem lesz jó vége sem Jin kapitány, a Szanjep parancsnoka, sem a legénysége számára.
- Huszadik fejezet, amelyből megtudhatjuk, mi vár Boyton kapitány mentőöltözékének használóira.
- Huszonegyedik fejezet, amelyben Craig és Fry rendkívül nagy megkönnyebbüléssel fogadja a holdfölkeltét.
- Huszonkettedik fejezet, amelyet akár az olvasó is megírhatott volna, olyannyira nem lepi meg a befejezése.

## Szereplők
- Kin-Fo (31) gazdag kínai fiatalember, aki először meg akar halni, majd legkevésbé sem szeretne meghalni,
- Vang (55) filozófus, múltját beárnyékolja a Tajping-felkelésben való részvétele
- Szun, Kin-Fo személyes szolgája, kétbalkezes, lusta, naplopó, számtalan vicces jelenet szereplője. Gazdája rendszeresen pálca-ütésekkel bünteti, súlyos esetekben hosszú hajfonatából vág le, ez utóbbi a történet alatt jelentősen megrövidül, sőt!
- Jin-pang, a Gyógyszerészek utcájában lakó gazdag selyemkereskedő, Kin-Fo barátja,
- Pao-sen, negyedik osztályú mandarin kék gombbal, Kin-Fo barátja,
- Hual, Kin-Fo barátja, irodalmár,
- Tim, Kin-Fo barátja,
- Li-u, (21) özvegy, Kin-Fo menyasszonya, Pekingben él a Csakua sugárúton,
- Nan, Li-u szolgálója, akit asszonya elbocsát,
- Lü Ta-lu, Li-u nagynénje,
- William J. Bidulph (50) amerikai, a Százéves Életbiztosítási Társaság ügyvezető igazgatója,
- Craig, amerikai, Fry unokatestvére, a Százéves ügynöke,
- Fry, amerikai, Craig unokatestvére, a Százéves ügynöke,
- Jin kapitány, a Szanjep kapitánya, vidám ember, de a regényben meghal,
- Lao-Sen, Wang társa volt a Tajping-felkelésben,

## Érdekességek
- Verne Szun hajfonata kapcsán a natte és queue szavakat használja, amely kétértelmű, jelenthet szlengben férfi nemi szervet is. Így, amikor kiderül, hogy Szun hajfonata nem is valódi, akkor a szöveg érthető úgy is, hogy valójában nem is férfi volt.
- Li-u, Kin-Fo jegyese Pekingben él, a Csakua sugárúton. Ugyanott, ahol Klork Czinka, a Bombarnac Klaudius szereplője. A francia kiadásban mindkét könyvben a Cha-Coua sugárút szerepel, aminek a fordítása ebben a könyvben „Csakua”, a Bombarnac Klaudisban pedig „Sa-Kua”.
- Kin-Fo atyja, Csung-heu, vagyonát azzal szerezte, hogy megszervezte az Amerikába kivándorolt, ott munkát kereső és ott meghaló kínaiak holttestének hazaszállítását. A kínaiak körében ez máig élő szokás.[2]
- Kin-Fo és Li-u nem leveleket küld egymásnak, hanem a legmodernebb technikát alkalmazza: Edison fonográfját. A felvett hangüzeneteket azonban hagyományos módon, postán juttatják el egymáshoz.
- Emmanuel-Étienne Duvillard (1755–1832) francia közgazdász, aki élete végén Svájcban élt. Verne hivatkozik „A himlő hatása a halálozásra” (1806) könyvére, amely számos statisztikai halálozási táblázatot tartalmaz, ami az életbiztosítók számára létfontosságú.
- Boyton-féle mentőöltözékben menekülnek el a Szanjepről hőseink. A könyv részletes leírást ad a mentőöltözékről.

## Hiba a regényben
Amikor Kin-Fo megköti az életbiztosítását, Bidulph a következőt korlátozó szabályt is felsorolja:
„– Bizonyára tudja – fűzte hozzá –, hogy a biztosítás érvényét veszti, és az addig befizetett összeg, bármekkora is, a biztosítótársaság tulajdonába kerül, ha a biztosított személyt az az egyén küldi a másvilágra, akit majd a biztosítási díj megillet?…”
Mivel Kin-Fu biztosításának egyik kedvezményezettje Vang, akit Kin-Fu megkér megölésére, az egész történet értelmetlen. Ahogy nincs értelme a biztosító által kirendelt két testőrnek sem, hiszen ha Vang ölné meg Kin-Fut, akkor a biztosítónak nem kell fizetni.

## Magyar kiadások
- A Hon c. folyóirat tárcájában folytatásokban 1879. július 4-től (161. sz) augusztus 22-ig (202. sz.), Egy chinai viszontagságai Chinában címen, fordította: Visi Imre.
- Egy chinai viszontagságai Chinában. Budapest, Az Atheneum R. Társulat, 1879. Fordította: Visi Imre.
- Egy khínai viszontagságai Khínában. Budapest, Franklin-Társulat, [1900.]. Fordította: Zigány Árpád, Beneit eredeti rajzaival[3]
- Egy kínai viszontagságai Kínában. Pécs, Alexandra, 1997. ISBN 9633673194[3]
- Egy kínai viszontagságai Kínában. Budapest, Unikornis, 1998, ISBN 9634272142. Fordította: V. Pánczél Éva[3]

## Feldolgozások
- Filmváltozat: Egy kínai viszontagságai Kínában (Up to His Ears (Les Tribulations d’un Chinois en Chine), rendező: Philippe de Broca, főszereplők: Jean-Paul Belmondo, Maria Pacôme és Ursula Andress.[4] A film nem Verne művének megfilmesítése, hanem annak alapján készült önálló mű.